# 夏德·罗哈尼

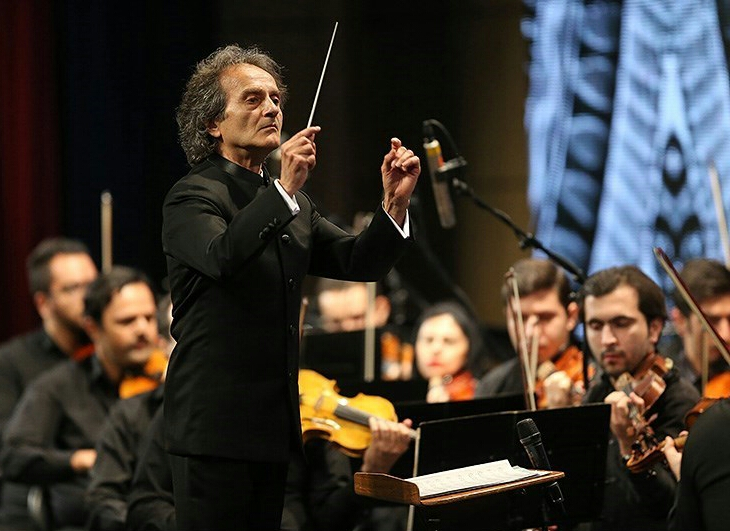
Shahrdad Rouhani - 2016

夏德·罗哈尼（Shardad Rohani，1954年5月27日—）是现今世界上的作曲家和指挥家之一，他是美国著名的电影作曲家兼洛杉矶交响乐团的音乐总监及指挥，曾以一张《爱之美》横扫全球乐坛，1995年亲率交响乐团为雅尼（Yanni）在雅典巴特农神殿现场演奏中担任指挥、编曲的工作，所录制的专辑跃登《公告牌》杂志（Billboard）排行榜冠军。